# Тароник
Тароник (арм. Տարոնիկ) — село в Армавирской области Армении.

## География
Село расположено в восточной части марза, к югу от автодороги , на расстоянии 15 километров к востоку-юго-востоку (ESE) от города Армавир, административного центра области. Абсолютная высота — 845 метров над уровнем моря.
Климат
Климат характеризуется как семиаридный (BSk в классификации климатов Кёппена). Среднегодовая температура воздуха составляет 12,2 °C. Средняя температура самого холодного месяца (января) составляет −2,9 °С, самого жаркого месяца (июля) — 25,4 °С. Расчётная многолетняя норма атмосферных осадков — 296 мм. Наибольшее количество осадков выпадает в мае (50 мм).

## Население
По данным «Сборника сведений о Кавказе» за 1880 год в селе Зейва Татарская Эчмиадзинского уезда по сведениям 1873 года было 76 дворов и проживало 492 азербайджанца (указаны как «татары»), которые были шиитами. Также в селе была расположена 1 мечеть.
По данным Кавказского календаря на 1912 год, в селе Зейва Татарская Эчмиадзинского уезда проживало 557 человек, в основном азербайджанцы, указанные как «татары».
| Год переписи | Население          | Население          | Население          | Население            | Население            | Население            |
| Год переписи | Наличное население | Наличное население | Наличное население | Постоянное население | Постоянное население | Постоянное население |
| Год переписи | Всего              | Мужчины            | Женщины            | Всего                | Мужчины              | Женщины              |
| ------------ | ------------------ | ------------------ | ------------------ | -------------------- | -------------------- | -------------------- |
| 2001         | 1888               | 931                | 957                | 2017                 | 995                  | 1022                 |
| 2011         | 1846               | 915                | 931                | 1892                 | 947                  | 945                  |